# ディズニーランド (テレビ番組)
『ディズニーランド』（Disneyland）は、アメリカで1954年から1958年まで、その後はタイトルやネットワークを変更しながら2008年まで放送されたテレビ番組。日本では1958年8月29日から1972年4月30日まで日本テレビ系列で放送されていた。

## 番組概要
ウォルト・ディズニー・プロダクション制作の一時間番組。ウォルト・ディズニー・スタジオが初めてテレビ界に提供した作品として有名である。世界初のディズニーパークであるディズニーランドの事業資金を確保し、またウォルト・ディズニー自身が構想する魔法の王国を広く知らせる目的で企画された紀行番組であった。初期はウォルト自らが出演し、「未来の国」「おとぎの国」「冒険の国」「開拓の国」の4つの国のうちから、ティンカー・ベルが妖精の粉を振りかけた一つの国をとりあげ、それに関連した内容を紹介するものであった。
アメリカではABCで1954年10月27日に放送開始。司会はウォルト・ディズニー。1955年にはプライムタイム・エミー賞のバラエティ/音楽/コメディ番組（シリーズ）部門で作品賞を受賞している。ディズニーパークのディズニーランドが開園した際には、俳優のロバート・カミングスやロナルド・レーガン、パーソナリティのアート・リンクレターらを迎えて生放送のスペシャルが組まれた。1958年には『Walt Disney Presents』と改題。1960年にはNBCへ移行し『Walt Disney's Wonderful World of Color』と改題した。1966年にウォルトが死去した後はしばらく司会が置かれず、1969年に『The Wonderful World of Disney』と改題した。その後、放送時間の変遷とともに視聴率が低下すると、ディズニー側は放送局の要求にこたえるべく、近代的なロゴデザインで『The Wonderful World』と改題し、主題歌などのリニューアルを行った。1981年にはCBSへ移行し『Walt Disney』と改題するも2年で終了。
そして3年半のブランクを経た後に、1986年にABCにて『The Disney Sunday Movie』という2時間番組として復活。久々に司会が置かれ、マイケル・アイズナーが務めた。しかし視聴率競争で厳しい戦いを強いられ、3年後には1時間番組『The Magical World of Disney』としてNBCに移行、さらに2年後にはディズニー・チャンネルに移行し1996年まで続いた（このチャンネルでの放送終了をもって、アイズナーも司会を降板）。1997年にはABCへ移行し（前年には、ディズニーがABCを買収している）、再び『The Wonderful World of Disney』のタイトルで放送。そして2008年12月24日放送分をもって、54年におよぶシリーズの放送を終了した。

## 日本での放送
日本では、「三菱ダイヤモンド・アワー」と題された三菱電機による一社提供であった。金曜20:00（放送開始 - 1968年2月16日）→日曜19:00（1968年4月7日 - 1969年9月21日）→日曜10:00（1969年10月5日 - 1970年3月29日）→日曜14:30（1970年4月19日 - 放送終了）に放送された。
なお、放送開始当初は2週間に一度の放送（隔週編成）で、『日本プロレス中継』との入れ替わりで放送された。この「入れ替わり放送」については、日本テレビが、当時人気があった『日本プロレス中継』を、特別番組という形から毎週放送するレギュラー番組にすることで視聴率を稼ごうとしていたのに対し、スポンサーである三菱電機が『ディズニーランド』との入れ替わり放送を強く求めたためである、といわれている。なお、『ディズニーランド』は、1968年1月に『日本プロレス中継』の視聴率が『TWWAプロレス中継』（TBS）よりも下回ったことを受けての緊急会議により、2月16日を以って金曜20:00における隔週放送が終了し、4月の『ディズニーランド』枠移行後は、双方の番組はそれぞれの時間帯で毎週放送されるようになった。
後述の放送リストにあるように、内容は常に新作ではなく、再放送も頻繁に行われていた。当時のラテ欄の番組紹介では、再放送の場合でも取り上げていることがあった。
第1回から第195回までは原則的にモノクロ放送で、例外的に一部の回で「素晴らしいカラーの世界より」と銘打ちカラー放送が行われた。1966年3月18日放送の第196回から原則的にカラー放送に移行した。番組最高視聴率は、1963年1月11日放送の43.7%（ビデオリサーチ・関東地区調べ）。

### 日本版での声の出演
| （50音順） - 愛川欽也 - 青野武 - 今西正男 - 臼井正明 - 大平透 - 大宮悌二 - 小沢栄太郎 - 小山田宗徳（ウォルト・ディズニー役） - 川久保潔 - 喜多道枝 - 木下秀雄 - 肝付兼太（ドナルドダック 役：3代目） - 黒澤明 - 黒沢良（司会） - 桑原毅 - 小林修 - 里見京子 - 佐原妙子 - 沢井正延 - 高橋和枝 - 滝口順平 - 多田美佐子 | - 中沢すみ江 - 納谷悟郎 - 西桂太 - 野沢雅子 - 羽佐間道夫 - 久松保夫 - 藤岡琢也（ドナルドダック 役：2代目） - 北条美智留 - 坊屋三郎（ドナルドダック 役：初代） - 増岡弘 - 舛方勝宏 - 松島トモ子 - 御木本伸介 - 宮部昭夫 - 三輪勝恵 - 矢島正明（ナレーター） - 矢田耕司 - 和久井節緒 |

## 映画
- ディズニーの宇宙旅行（原題：Man in Space）

アメリカでは1955年3月9日に放送。日本では1957年8月7日に公開、配給は大映。日本語版ナレーターを秋山雪雄が務めた（ウォルトの声優は不明）。

## テレビ東京の放送
テレビ東京では1968年12月からワンダフル・ワールド（It's Wonderful World）、1974年4月からディズニー・ワールド（Wonderful World of Color）というタイトルで日曜19時00分 - 19時56分に放送していたことがある。ここでは、ディズニー短編アニメーションなどを放送していた。同局では他にも、1975年4月頃にディズニー劇場というタイトルで映画を放送したことがある。

### エピソードリスト

#### ディズニー・ワールド
| サブタイトル                                                                        | 原題                         | 日本放送日     | 備考 |
| ----------------------------------------------------------------------------------- | ---------------------------- | -------------- | --- |
| 灰色熊の人生 前編                                                                   |                              | 1974年4月7日   | |
| 灰色熊の人生 後編                                                                   |                              | 1974年4月14日  | |
| 名犬パーキー大奮闘 1:迷子の牧洋犬 2:危険なガラガラ蛇 3:崖上の名馬の誘導             | ?                            | 1974年4月21日  | |
| びっくりどっきり田舎の狐 幽霊船の表情 巨大な4本足 光る鉄の怪物                      |                              | 1974年4月28日  | 語り手:三遊亭圓歌 |
| ドナルドダックとチビッコども                                                        | ?                            | 1974年5月5日   | 声の出演： 高橋和枝 北村弘一 増山江威子 |
| 西部のかわいいスカンク・ノージー                                                    | ?                            | 1974年5月19日  | 声の出演： ?口奈緒美、小川真司、中村メイコ（語り） |
| 自然の神秘 1:猛獣の戦い 2:サボテン開花の瞬間 砂漠の底 危険なライオン王国 ほか       | ?                            | 1974年5月26日  | |
| クーガー荒野に帰る                                                                  | Charlie, the Lonesome Cougar | 1974年9月1日   | 声の出演： 田中信夫 たてかべ和也 納谷六朗 清川元夢 三田松五郎 |
| ミッキーマウス（短編集） 誕生パーティー ライバルのドナルドダック 魔法使いの弟子ほか |                              | 1974年10月6日  | 声の出演： 堀絢子 (ミッキーマウスの第2の声） 田の中勇 (グーフィーの声） 高橋和枝 天地総子 (ミニーマウスの声） 天地総子 そして 栗葉子 (チップとデールの声) 太宰久雄 (ペグレッグピートの声） |
| ネコニャン物語 不思議な国のアリスとネコ シンデレラとネコ ピノキオとネコ             |                              | 1974年10月13日 | |
| 機関車大追跡                                                                        | The Great Locomotive Chase   | 1974年10月20日 | 声の出演： 仁内達之 津嘉山正種 嶋俊介 飯塚昭三 若本規夫 村松康雄 ほか |
| 続・機関車大追跡                                                                    |                              | 1974年10月27日 | 声の出演：仁内達之、嶋俊介 ほか |
| 続・海賊船 1:悪名高い騎兵隊 2:洞窟の？間 3:無血の決闘                               | ?                            | 1975年2月23日  | |

| 東京12チャンネル ?枠                                             | 東京12チャンネル ?枠                               | 東京12チャンネル ?枠                  |
| 前番組                                                           | 番組名                                             | 次番組                                |
| ---------------------------------------------------------------- | -------------------------------------------------- | ------------------------------------- |
| ?                                                                | ディズニー ワンダフル・ワールド （1968年12月 - ?） | ?                                     |
| 東京12チャンネル 日曜19時00分 - 19時56分枠                       |                                                    |                                       |
| びっくりスリルショー ※19:00 - 19:30サハリ野獣探検 ※19:30 - 19:56 | ディズニー・ワールド （1974年4月 - 1975年3月）     | 日米対抗ローラーゲーム ※19:00 - 19:55 |

## WOWOWの放送
WOWOWでは、以下のエピソードが日本語字幕版で放送された。
- 「ディズニーランド・ストーリー（Tribute to Mickey Mouse）」（2004年11月13日18:00 - [12]）

日本語字幕版は、ビデオ『ディズニーランド』特別保存版に収録されたものを流用
- 「ディズニーランド・ストーリー/わんわん物語ができるまで（A Story of Dogs）」（2006年11月11日17:55 -?）

ディズニー・チャンネルでは、2006年12月1日から時期不明にかけて放送された。日本語字幕版かは不明。

## DVD・ビデオ
ブエナ ビスタ ホーム エンターテイメントでは、以下のエピソードを日本語字幕版で収録。
Disneyland ANTHOROGY 懐かしのTV番組「ディズニーランド」特別保存版（VHS）
発売日：1998年12月18日、規格品番：VWSG-4314
1. ディズニーランド・ストーリー（US版第1話）
2. アロング・ザ・オレゴン・トレイル（開拓の国）
3. ドナルド・ダックの休日（お伽の国）
4. 漫画の魔術（お伽の国）
5. 火星とその彼方（未来の国）
6. ツンドラにトナカイを追って/ワニのいる秘境（冒険の国）

Disneyland Anthology「ディズニーランド傑作選」（LD）
発売日：1998年3月21日、規格品番：PILF-2528、販売元：パイオニアLDC
懐かしのTV番組「ディズニーランド」特別保存版と同じものを収録。
ディズニーランド・ストーリー&マジック 限定保存版（DVD）
初回限定版 発売日：2010年1月20日、規格品番：VWDS-5530
期間限定版 発売日：2012年9月5日、規格品番：VWDS-5760
- 夢の国のウエスタンショー
- ディズニーランド世界博覧会へ行く
- ディズニーランド・アラウンド・ザ・シーズンズ

これとは例外に「ミッキーマウスの楽しいショー」（フォーマット：VHS、品番：WD108V02005、発売日：1987年5月28日、発売元：バンダイ（LD版も存在する（品番：WD078L02005、発売日は不明）））において「The Plausible Impossible」（1956年）を半分だけ使用しているシーンがある。ウォルトの声優は内田稔、ドナルドは関時男、ミッキーは後藤真寿美。
このほか、ルードヴィヒ・フォン・ドレイクをメインとした「猛獣狩行進曲」（原題：The Hunting Instinct、品番：SF078-88）ではフルの状態で日本語吹き替え版で原音の上にLDに収録されている。ウォルトは同じだが、ドレイク教授は江原正士。